# سوپر جام فوتبال یونان
 سوپر جام فوتبال یونان  (به یونانی: Σούπερ Καπ Ελλάδος) رقابتی است که سالانه مابین قهرمان سوپر لیگ فوتبال یونان و قهرمان جام حذفی فوتبال یونان برگزار می‌شود.

## تیم‌های قهرمان
- ۱۹۷۰: پاناتینایکوس
- ۱۹۷۱: آ.ا.ک آتن
- ۱۹۸۰: المپیاکوس
- ۱۹۸۷: المپیاکوس
- ۱۹۸۸: پاناتینایکوس
- ۱۹۸۹: آ.ا.ک آتن
- ۱۹۹۲: المپیاکوس
- ۱۹۹۳: پاناتینایکوس
- ۱۹۹۴: پاناتینایکوس
- ۱۹۹۶: آ.ا.ک آتن
- ۲۰۰۷: المپیاکوس